# FK Hajduk 1912 Kula
Fudbalski Klub Hajduk 1912 Kula (serb.: Фудбалски Kлуб Хајдук 1912 Кула) – serbski klub piłkarski z siedzibą w Kuli (w okręgu zachodniobackim, w Wojwodinie). Został utworzony w 1912 roku, jako KAFK (Kulski Atletski Fudbalski Klub). Obecnie występuje w Srpskiej lidze (3. poziom serbskich rozgrywek piłkarskich), w grupie Vojvodina.  

## Historia
W czasach Socjalistycznej Federacyjnej Republiki Jugosławii najwyższym poziomem rozgrywek piłkarskich w których "FK Hajduk Kula" występował to rozgrywki Drugiej ligi SFR Јugoslavije, gdzie klub występował 3 sezony w Drugiej lidze SFR Јugoslavije – Grupa Sjever: 1970/71-1972/73 oraz sezon w Drugiej lidze SFR Јugoslavije: 1991/92 (wicemistrzostwo ligi i awans do Prvej ligi SR Јugoslavije).
W czasach Federalnej Republiki Jugosławii "FK Hajduk Kula" 12 sezonów występował w rozgrywkach Prvej ligi SR Јugoslavije: sezony 1992/93-2003/04 oraz 2 sezony w rozgrywkach Super ligi Srbije i Crne Gore: sezony 2004/05-2005/06. 
W 2013 roku FK Hajduk Kula z powodu kłopotów finansowych zbankrutował i od sezonu 2015/16 klub rozpoczął występy w rozgrywkach od najniższego poziomu serbskich rozgrywek piłkarskich jako FK Hajduk Junior.

## Stadion
Klub rozgrywa swoje mecze domowe na stadionie Stadion Milan Sredanović w Kuli, który może pomieścić 6.000 widzów.

## Sezony
| Sezon                          | Liga                                         | Poziom | Miejsce |
| Federalna Republika Jugosławii |                                              |        |         |
| 1999/00                        | Prva liga SR Јugoslavije                     | I      | 14      |
| 2000/01                        | Prva liga SR Јugoslavije                     | I      | 12      |
| 2001/02                        | Prva liga SR Јugoslavije                     | I      | 13      |
| 2002/03                        | Prva liga SR Јugoslavije                     | I      | 9       |
| Serbia i Czarnogóra            |                                              |        |         |
| 2003/04                        | Prva liga Srbije i Crne Gore                 | I      | 10      |
| 2004/05                        | Super liga Srbije i Crne Gore                | I      | 7       |
| 2005/06                        | Super liga Srbije i Crne Gore                | I      | 4       |
| Serbia                         |                                              |        |         |
| 2006/07                        | Super liga Srbije                            | I      | 5       |
| 2007/08                        | Super liga Srbije                            | I      | 8       |
| 2008/09                        | Super liga Srbije                            | I      | 7       |
| 2009/10                        | Super liga Srbije                            | I      | 14      |
| 2010/11                        | Super liga Srbije                            | I      | 13      |
| 2011/12                        | Super liga Srbije                            | I      | 11      |
| 2012/13                        | Super liga Srbije                            | I      | 8 *     |
| 2013/14                        | brak drużyny seniorów w rozgrywkach ligowych | -      | -       |
| 2014/15                        | brak drużyny seniorów w rozgrywkach ligowych | -      | -       |
| 2015/16                        | Međuopštinska liga Sombor-Apatin-Kula-Odžaci | VI     | 1       |
| 2016/17                        | PFL Sombor                                   | V      | 4       |
| 2017/18                        | PFL Sombor                                   | V      | 8 **    |
| 2018/19                        | Srpska liga (Grupa Vojvodina)                | III    | 2       |
| 2019/20                        | Srpska liga (Grupa Vojvodina)                | III    | 15 ***  |
| 2020/21                        | Srpska liga (Grupa Vojvodina)                | III    | ?       |

 * W 2013 roku FK Hajduk Kula z powodu kłopotów finansowych zbankrutował i od sezonu 2015/16 klub rozpoczął występy w rozgrywkach od najniższego poziomu serbskich rozgrywek piłkarskich jako FK Hajduk Junior.
 ** Po sezonie 2017/18 OFK Odžaci przekazał swoje miejsce w Srpskiej lidze Vojvodina klubowi FK Hajduk 1912 Kula i od sezonu 2018/19 rozpoczął występy w rozgrywkach Područnej fudbalskiej ligi – Grupa Sombor, gdzie zajmie miejsce klubu FK Hajduk 1912 Kula.
 *** Z powodu sytuacji epidemicznej związanej z koronawirusem COVID-19 rozgrywki sezonu 2019/2020 zostały zakończone po rozegraniu 17 kolejek.

## Sukcesy
- 4. miejsce Prvej ligi SR Јugoslavije (1x): 1997 (start w Pucharze Intertoto).
- 4. miejsce Super ligi Srbije i Crne Gore (1x): 2006 (start w Pucharze UEFA).
- 5. miejsce Super ligi Srbije (1x): 2007 (start w Pucharze UEFA).
- wicemistrzostwo Drugiej ligi SFR Јugoslavije (1x): 1992 (awans do Prvej ligi SR Јugoslavije).
- mistrzostwo Republičkiej ligi – Grupa Vojvodina (III liga) (1x): 1969 (brak awansu do Drugiej ligi SFR Јugoslavije, po przegranych barażach).
- mistrzostwo Republičkiej ligi – Grupa Vojvodina (III liga) (1x): 1970 (awans do Drugiej ligi SFR Јugoslavije, po wygranych barażach).
- 3. miejsce Međurepubličkiej ligi – Grupa Sjever (III liga) (1x): 1991 (awans do Drugiej ligi SFR Јugoslavije).
- mistrzostwo Republičkiej ligi – Grupa Vojvodina (IV liga) (1x): 1990 (awans do Trećej ligi SFR Јugoslavije).
- mistrzostwo Zonskiej ligi – Grupa Bačka (IV liga) (1x): 1985 (awans do Srpskiej ligi).
- wicemistrzostwo Republičkiej ligi – Grupa Vojvodina (IV liga) (1x): 1989.

## Europejskie puchary
Legenda do wszystkich tabel:
- Q – runda eliminacyjna, 1/16, 1/8, 1/4, 1/2 – odpowiednia faza rozgrywek, Grupa – runda grupowa, 1r gr – pierwsza runda grupowa, 2r gr – druga runda grupowa, F – finał, R – runda, PO – play-off
- k. – rzuty karne, los. – losowanie, Dogr. – dogrywka, w. – zasada bramek strzelonych na wyjeździe

| Sezon   | Rozgrywki        | Runda   | Klub         | Dom | Wyjazd | Ogólnie    |
| ------- | ---------------- | ------- | ------------ | --- | ------ | ---------- |
| 1997    | Puchar Intertoto | Grupa 8 | Halmstads    | 0–1 |        | 3. miejsce |
| 1997    | Puchar Intertoto | Grupa 8 | TPS          |     | 2–1    | 3. miejsce |
| 1997    | Puchar Intertoto | Grupa 8 | Kongsvinger  | 2–0 |        | 3. miejsce |
| 1997    | Puchar Intertoto | Grupa 8 | Lommel SK    |     | 2–3    | 3. miejsce |
| 2006/07 | Puchar UEFA      | 2Q      | CSKA Sofia   | 1–1 | 0–0    | 1–1, w.    |
| 2007    | Puchar Intertoto | 2R      | Maribor      | 5–0 | 0–2    | 5–2        |
| 2007    | Puchar Intertoto | 3R      | União Leiria | 1–0 | 1–4    | 2–4        |